# Постав-Мука
Постав-Мука (укр. Постав-Мука) — село,
Постав-Муковский сельский совет,
Чернухинский район,
Полтавская область,
Украина.
Код КОАТУУ — 5325183801. Население по переписи 2001 года составляло 503 человека.
Является административным центром Постав-Муковского сельского совета, в который, кроме того, входят сёла
Лесовая Слободка,
Пацалы и
Сухоносовка.

## Географическое положение
Село Постав-Мука находится на левом берегу реки Удай,
выше по течению на расстоянии в 5,5 км расположено село Пески-Удайские,
ниже по течению на расстоянии в 2 км расположено село Лесовая Слободка,
на противоположном берегу — село Биевцы (Лубенский район).
Река в этом месте извилистая, образует лиманы, старицы и заболоченные озёра.

## Экономика
- ООО «Украина».
- ЧП «Монолит».

## Объекты социальной сферы
- Школа І—ІІ ст.

## Известные люди
- Федоренко Мария Яковлевна — Герой Социалистического Труда, работала в селе Постав-Мука.